# دراسة بيئية
دراسة بيئية (بالإنجليزية: Ecological study)‏ هي دراسات عن العوامل المعدلة للمخاطر على الصحة أو النتائج الأخرى بناءً على مجموعات سكانية محددة إما جغرافياً أو مؤقتاً. يتم حساب كل من العوامل والنتائج المعدلة للمخاطر بالنسبة للسكان في كل وحدة جغرافية أو زمنية ثم مقارنتها باستخدام الأساليب الإحصائية القياسية.
غالباً ما وجدت الدراسات البيئية روابط بين العوامل المعدلة للمخاطر والنتائج الصحية قبل وقت طويل من الأساليب الوبائية أو المختبرية الأخرى.

## أمثلة بارزة

### دراسة الكوليرا
تعتبر دراسة جون سنو بشأن تفشي الكوليرا في لندن أول دراسة بيئية لحل مشكلة صحية؛ حيث استخدم خريطة الوفيات الناجمة عن الكوليرا لتحديد أن مصدر الكوليرا كان مضخة في شارع برود، أزيل مقبض المضخة في عام 1854 وتوقف الناس عن الموت هناك. فقط عندما اكتشف روبرت كوخ البكتيريا بعد ذلك بسنوات تم فهم آلية انتقال الكوليرا.

### النظام الغذائي والسرطان
```
تم دراسة عوامل الخطر الغذائية للسرطان باستخدام الدراسات البيئية الجغرافية والزمنية، وأظهرت الدراسات البيئية متعددة البلدان عن معدلات الإصابة بالسرطان ومعدلات الوفيات فيما يتعلق بالأنظمة الغذائية الوطنية أن بعض العوامل الغذائية مثل المنتجات الحيوانية (اللحوم والحليب والأسماك والبيض)، والمُحليات / السكر المضافة، وبعض الدهون يبدو أنها عوامل خطر أنواع كثيرة من السرطان، بينما يبدو أن الحبوب ومنتجات الخضار ككل عوامل للحد من المخاطر لأنواع عديدة من السرطان.
[
3
]
[
4
]
 وقد ارتبطت التغيرات الزمنية في اليابان في أنواع السرطان الشائعة في الدول الغربية المتقدمة بتحول التغذية إلى النظام الغذائي الغربي.
[
5
]
```

### الأشعة فوق البنفسجية والسرطان
```
تم إحراز تقدم مهم في فهم العوامل المعدلة لمخاطر 
السرطان
 من خلال فحص خرائط معدلات وفيات السرطان. تم استخدام خريطة معدلات الوفيات 
بسرطان القولون
 في الولايات المتحدة من قبل الأخوين سيدريك 
وفرانك سي جارلاند
 لاقتراح الفرضية القائلة بأن 
الأشعة الشمسية فوق البنفسجية (UVB)
 ، من خلال إنتاج فيتامين (D)، قللت من خطر الإصابة بالسرطان (UVB-فيتامين د-فرضية السرطان) 
[
6
]
 منذ ذلك الحين، تم إجراء العديد من الدراسات البيئية التي تتعلق بتقليل معدلات الإصابة أو الوفيات لأكثر من 20 نوعاً من السرطان إلى جرعات أعلى من الأشعة فوق البنفسجية الشمسية.
[
7
]
```

### النظام الغذائي والزهايمر
```
تمت دراسة الروابط بين النظام الغذائي 
ومرض الزهايمر
 باستخدام كل من الدراسات البيئية الجغرافية والزمنية. الورقة الأولى التي تربط النظام الغذائي بخطر الإصابة بمرض الزهايمر كانت دراسة بيئية متعددة البلدان نُشرت في عام 1997.
[
8
]
 وقد استخدم انتشار مرض الزهايمر في 11 دولة جنباً إلى جنب مع عوامل الإمداد الغذائي، حيث وُجد أن إجمالي الدهون وإجمالي الطاقة (السعرات الحرارية) مرتبطان بشدة بالانتشار، في حين أن الأسماك والحبوب كانت مترابطة بشكل عكسي (أي الحماية). يعتبر النظام الغذائي الآن عاملاً مهماً في تعديل المخاطر لمرض الزهايمر.
[
9
]
 تم الإبلاغ مؤخراً عن أن الارتفاع السريع لمرض الزهايمر في اليابان بين عامي 1985 و 2007 يرجع على الأرجح إلى التحول الغذائي من النظام الغذائي الياباني التقليدي إلى النظام الغذائي الغربي.
[
10
]
```

### الأشعة فوق البنفسجية والإنفلونزا
يتعلق مثال آخر لاستخدام الدراسات البيئية الزمنية بالإنفلونزا.افترض جون كانيل وزملاؤه أن موسمية الإنفلونزا كانت مدفوعة إلى حد كبير بالتغيرات الموسمية في جرعات الأشعة فوق البنفسجية الشمسية ومستويات الكالسيديول. وجدت تجربة معشاة ذات شواهد تشمل أطفال المدارس اليابانية أن تناول 1000 وحدة دولية يومياً من فيتامين D3 يقلل من خطر الإصابة بالإنفلونزا من النوع A بمقدار الثلثين.

## مزايا وعيوب
تُعتبر الدراسات البيئية مفيدة بشكل خاص لتوليد الفرضيات؛ حيث يمكنهم استخدام مجموعات البيانات الموجودة واختبار الفرضية بسرعة. تشمل مزايا الدراسات البيئية العدد الكبير من الأشخاص الذين يمكن تضمينهم في الدراسة والعدد الكبير من العوامل المعدلة للمخاطر التي يمكن فحصها.
يعني مصطلح «المغالطة البيئية» أن ارتباطات المخاطر الواضحة بين مجموعات مختلفة من الناس قد لا تعكس بدقة الارتباط الحقيقي بين الأفراد داخل تلك المجموعات. يجب أن تتضمن الدراسات البيئية أكبر عدد ممكن من عوامل تعديل المخاطر المعروفة لأي نتيجة ممكنة، مع إضافة عوامل أخرى إذا لزم الأمر. ثم يجب تقييم النتائج بطرق أخرى، باستخدام على السبيل المثال، معايير هيل السلبية في النظام البيولوجي.